# セリン硫酸アンモニアリアーゼ
セリン硫酸アンモニアリアーゼ(Serine-sulfate ammonia-lyase、EC 4.3.1.10)は、以下の化学反応を触媒する酵素である。
L-セリン-O-硫酸 + 水{\displaystyle \rightleftharpoons } ピルビン酸 + アンモニア + 硫酸
従って、この酵素の基質はL-セリン-O-硫酸と水の2つ、生成物はピルビン酸とアンモニアと硫酸の3つである。
この酵素はリアーゼ、特に炭素-窒素結合を切断するアンモニアリアーゼに分類される。系統名は、L-セリン-O-硫酸 アンモニアリアーゼ (ピルビン酸形成)(L-serine-O-sulfate ammonia-lyase (pyruvate-forming))である。他に、(L-SOS)lyaseとも呼ばれる。